# Stop motion

Animation av ett mynt gjord med stop-motion-teknik.

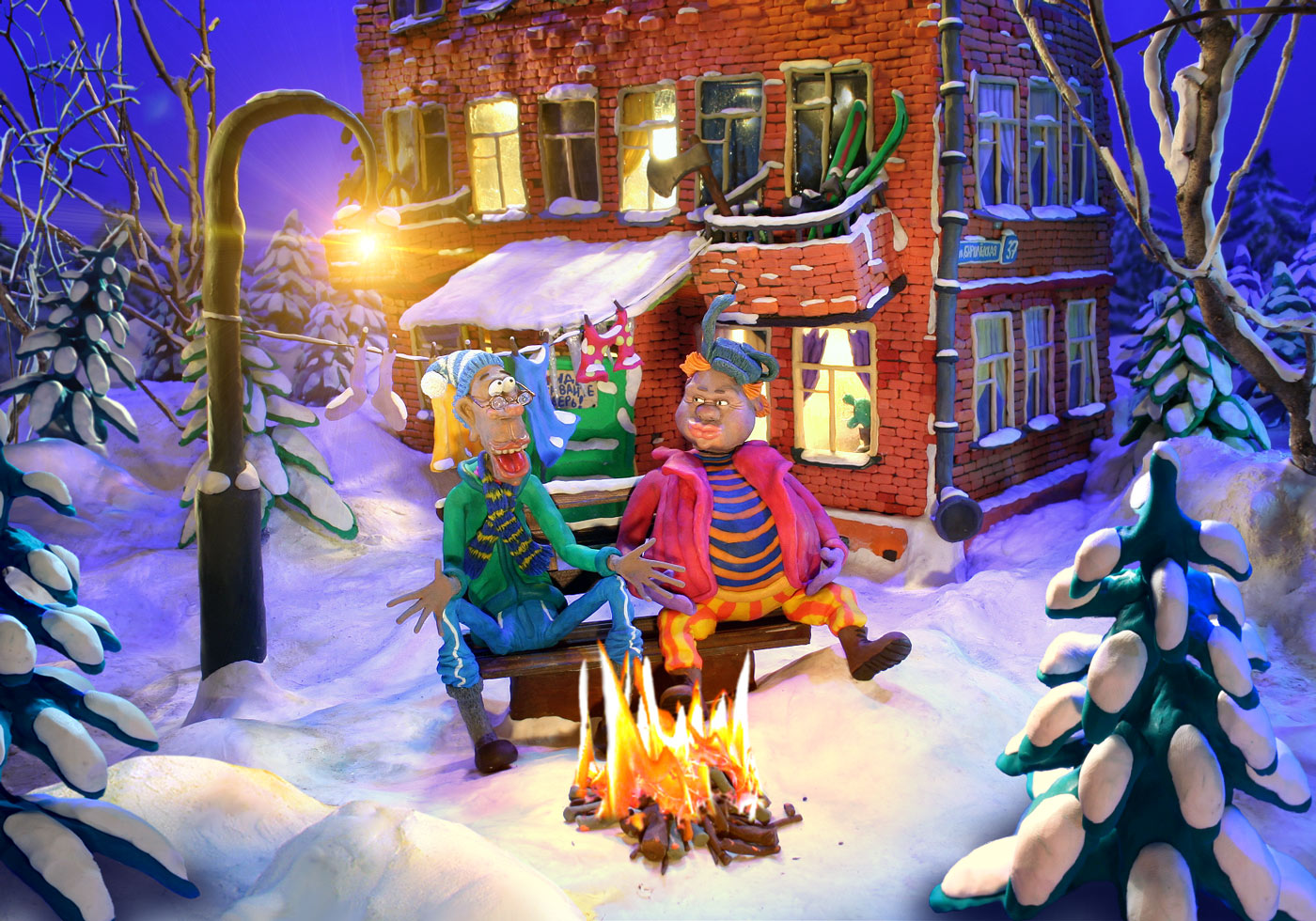
Scen av figurer för leranimation.

Stop motion (engelska: 'stopp-rörelse') är en av tre huvudsakliga animationstekniker. Den bygger på enbildstagningar av figurer och miljöer som successivt flyttas/byter ställning mellan tagningarna. Tekniken används ofta till "dockfilm", med ledade eller andra typer av dockor som rollfigurer.

## Teknik
Precis som tecknad film och datoranimering, är stop motion en teknik för att lura ögat att "icke-levande" föremål rör sig. Till detta behövs en filmkamera eller videokamera med enbildstagning. Det går även att använda en digital stillbildskamera eller en webbkamera.
Genom att animatören låter fotografera av en serie föremål med sinsemellan små positionsvariationer, och sedan visar fotografierna i en snabb följd, till exempel med hjälp av en dator och ett animations- eller videoredigeringsprogram, skapas illusionen av rörelse. Bland de vanligaste materialen vid stopmotionanimerade filmer märks lera (leranimation, den idag vanligaste typen av stopmotion, till exempel Wallace och Gromit och Pingu), utklippta bilder och foton (cutoutanimation - exempelvis de animerade avsnitten av Monty Python och tidiga avsnitt av South Park), eller dockor (dockanimation, exempelvis The Nightmare Before Christmas och Fablernas värld). Notera dock att inte alla dockfilmer är animerade. Många - däribland Mupparna och Skrot-Nisse och hans vänner använder sig av dockteater och är således att anse som spelfilm).

### Pixillation
En annan benämning för stop motion är pixillation, som bland annat används vid animation där skådespelare står framför kameran för serierna av enbildstagningar.

## Historik

### Fram till första världskriget
Redan 1908 visade amerikanen J. Stuart Blackton upp filmen The Humpty Dumpty Circus, som idag räknas som historiens första stopmotionanimerade film.
Under 1900-talets första år utvecklades tekniken vidare av, förutom Blackton själv, även fransmännen Georges Méliès och Émile Cohl, spanjoren Segundo de Chomón och, framförallt, Władysław Starewicz. Starewicz började sin karriär i Litauen där han 1910 producerade världens första dockanimerade film. Fram till sin död 1965 kom han att producera över femtio animerade filmer i huvudsak i Kejsardömet Ryssland och Frankrike. Starevich kom att influera den europeiska animerade filmen kraftigt, bl.a. var han den förste filmskapare att berätta sammanhängande historier med animationer, och blev även den första att skapa animerade dokumentärer.
I USA producerade Willie Hopkin historiens troligen första leranimerade filmer 1916, och året därpå blev Helena Smith Dayton den första kvinnliga animatören med sin leranimerade version av William Shakespeares Romeo och Julia.

### Från 1920-talet till 1940-talet
Under mellankrigstiden växte sig avantgarde-rörelsen sig stark, framförallt i Östeuropa, och detta kom att gynna även den stopmotionanimerade filmen, då framförallt dockanimationen. Den ukrainske filmskaparen Aleksandr Ptusjko lade mycket av grunden för denna filmtradition som fortfarande är mycket stark i större delen av östra Europa. Ptusjko blev också filmhistoriens förste att kombinera stopmotionanimation och spelfilm, en teknik som framförallt kom att användas i Nordamerika.
Världens två första animerade långfilmer producerades i Argentina och är idag är försvunna. Historiens tredje animerade långfilm är den tyska Die Abenteuer des Prinzen Achmed från 1926, regisserad av Lotte Reiniger. Filmen är, liksom hela Reinigers övriga produktion, gjord i cutoutanimation, en stopmotionteknik. Reiniger fortsatte att producera cutoutanimerade filmer ända in på 1970-talet, men undantaget Die Abenteuer des Prinzen Achmed höll hon sig uteslutande till kortfilmsformatet.
En av de första långfilmer som kom att använda sig av stopmotioneffekter var F. W. Murnaus tyska klassiker Nosferatu från 1922. I USA fick Ptusjkos kombinerade stopmotion/spelfilmsteknik sitt stora genombrott i och med Willis O'Brien, som hade gjort sina första filmer redan på 1910-talet. Bland hans tidiga filmer återfinns Nippy's Nightmare (1916) som blev den första film i vilken skådespelare mötte stopmotionanimerade figurer. 1925 premiärvisades En försvunnen värld (The Lost World), O'Briens första arbete inom långfilmen. Denna film innebar också den första gången stopmotionanimerade figurer användes i en icke animerad långfilm. Åtta år senare, Filmåret 1933, nådde såväl O'Brien som de stopmotionanimerade specialeffekterna nya höjder i och med King Kong.
År 1935 hade i Sovjetunionen historiens första dockanimerade långfilm, Aleksandr Ptusjkos Gulliver premiär. Mycket tack vare den ungerskfödde George Pal fick den östeuropeiska dockanimationen även en viss spridning i väst, då Pal tidigt flyttade till Tyskland. I samband med andra världskriget flydde han till USA, där hans dockfilmer, som i Amerika fick namnet Puppetoons, under 1940-talet blev mycket populära och även resulterade i en heders-Oscar.
Starewicz' ambitiösa långfilm Le Roman de Renard släpptes, efter en mycket utdragen efterproduktion, i Frankrike 1937. Samma år kom Tysklands första dockanimerade film, Die sieben Raben av bröderna Diehl. Tio år senare fick Belgien sin första animerade långfilm - den dockanimerade Krabban med guldklorna, en filmatisering av Tintin-serien med samma namn.

### Senare hälften av 1900-talet

#### Västeuropa
I Västeuropa återkom aldrig stopmotiontekniken på allvar till biofilmsproduktionen efter andra världskriget. Den produktion som fortfarande existerade kom istället att huvudsakligen återfinnas inom TV-mediet, men precis som i USA var det den traditionellt tecknade filmen som vann störst TV-utrymme. Det blev framförallt i Storbritannien som stopmotion-TV rönte någon större framgång. Sedan 1960-talet produceras en inte oansenlig mängt TV-serier och TV-filmer. Mest framgångsrik, både nationellt och internationellt, har serien och långfilmen baserad på Kenneth Grahames barnbok Det susar i säven från mitten av 1980-talet blivit.
I Nederländerna blev den dockanimerade serien Fablernas värld en av landets största TV-succéer någonsin, producerades i över ett tusen avsnitt och har sålts till mer än fyrtio länder, på alla kontinenter utom Antarktis.
Den skandinaviska stopmotionanimationen representeras i allt väsentligt av Ivo Caprino från Norge, vars långfilm Flåklypa Grand Prix (1975) också blev den första norska animerade filmen, alla kategorier, och tillika den hittills mest sedda norska filmen, alla kategorier.

#### Östeuropa
I Östeuropa och Sovjetunionen gjorde dockfilmens och dockteaterns stora popularitet det betydligt lättare för genren att slå igenom även i TV, samtidigt som genren fortsatte att blomstra på biograferna. Bland de sovjetiska produktionerna märks bl.a. originalversionen av Drutten och Gena. Den av internationella kritiker mest rosade östeuropeiske animatören är dock Jiří Trnka från Tjeckoslovakien, som vid filmfestivalen i Cannes 1959 fick epitetet Österns Walt Disney av en engelsk journalist. Bland hans största framgångar märks framförallt filmatiseringar av klassiska berättelser som En midsommarnattsdröm och Don Quijote och ett flertal tjeckiska folksagor, men även historier satta i modern tid.

#### USA
Under senare delen av 1900-talet kom stopmotionanvändningen i väst än mer att knytas till specialeffekter. O'Briens filmer, framförallt King Kong, kom att bana väg för flera amerikanska animatörer inom denna tradition. Den mest hyllade av dessa kom att bli Ray Harryhausen, som 1992 fick en heders-Oscar för sina insatser i filmer som Det gyllene skinnet, Giganternas kamp och Gudarnas krig. Harryhausens teknik som framförallt kom att användas för att tillverka utomjordingar, dinosaurier och andra urtidsdjur samt mytologiska monster, kom under 1950-, 60 och 70-talen bana väg för en ny generation science fiction och fantasyfilmer. Vid 1970-talets slut började de första filmerna med CGI-animerade specialeffekter att dyka upp och under 1980-talet tappade stopmotionanimationen, delvis på grund av detta, mark i Hollywood. Även fortsättningsvis innehöll vissa storproduktioner, däribland den ursprungliga Stjärnornas Krig-trilogin, Terminator och Robocop, stopmotionanimeringar.
I och med TV:s intåg i hemmen hem vid mitten av 1900-talet fick den animerade filmen ett nytt medium att spela på. Huvudsakligen blev det dock den tecknade filmen som, främst genom animationsstudion Hanna-Barbera, lyckades slå sig in på den amerikanska TV-marknaden. Vissa undantag fanns dock. Dels Art Clokey och hans lerfigur Gumby, vars serie producerades i flera omgångar från 1950-talet till 1990-talet och även fick en egen långfilm 1995, och dels Jules Bass som inledde sin karriär med det stopmotionanimerade TV-serien The New Adventures of Pinocchio under 1960-talets första år. 1966 gick Bass' första långfilm The Daydreamer upp på amerikanska biografer. Denna var dock till stor del en spelfilm, men tre år senare återkomm han, denna gång med USA:s första helt igenom stopmotionanimerade långfilm - Mad Monster Party. Efter detta kom Bass dock uteslutande att verka som TV-animatör, och fram till 1987 kom han att producera en stor mängd kortfilmer, novellfilmer och TV-serier.

#### Japan
Utanför Europa och Nordamerika är genren i sin renodlade form generellt sett väldigt begränsad - till undantagen hör den japanske filmskaparen Tadahito Mochinaga. Mochinga introducerade den animerade filmen till Japan och rönte framgångar med en serie animerade kortfilmer under 1950-talet. Under 1960-talet blev han även aktiv på den amerikanska filmmarknaden - bland annat var han involverad i produktionen av Mad Monster Party.
Som specialeffektsteknik kom dock stopmotion att få en omfattande användning även i Japan - i allt väsentlig inom filmgenren Kaiju Eiga, den japanska varianten av monsterfilmer som inleddes i och med den första Godzilla-filmen, Godzilla - monstret från havet (1954). För animationerna i denna, och flera påföljande Godzilla-filmer, svarade Eiji Tsuburaya, som liksom Harryhausen hade fått mycket av sin inspiration från King Kong. Idag räknas Tsuburayam, Harryhausen och O'Brien som de tre stora visionärerna och mästarna inom 1900-talets arbete med stopmotioneffekt.

### 2000-talet
Idag har stopmotionteknikens användning inom specialeffektsområdet i princip helt ersatts av datoranimering; ett sentida undantag är The Life Aquatic with Steve Zissou från (2004). Parallellt med denna utveckling har dock de helt igenom stopmotionanimerade filmerna - då i huvudsak i form av leranimationer - fått en mindre renässans även i väst, främst tack vare britten Nick Parks figurer Wallace och Gromit och amerikanerna Tim Burtons och Henry Selicks filmer (The Nightmare Before Christmas, James och jättepersikan, Corpse Bride med flera).
Den brittiska TV-produktionen har fått flera internationella framgångar – bland de största kan nämnas TV-serien Byggare Bob – och i USA har Walt Disney Company börjat producera flera stopmotionanimerade TV-serier under rubriken Playhouse Disney. Även Will Vinton har rönt stora framgångar med sina amerikanska TV-produktioner, och TV-kanalen MTV fick en oväntad framgång med den leranimerade TV-serien Celebrity Deathmatch av Eric Fogel.
I dagens östeuropeiska stopmotionanimering utmärker sig framförallt Jan Švankmajer, tjeckisk surrealistisk konstnär som skapat ett flertal internationellt uppmärksammade och rosade filmer och jämförts med Salvador Dalí samt Emmy Award-belönade ryska animatören Stanislav Sokolov, en av upphovsmännen bakom Shakespeare - The Animated Tales.